# Joaquín Ardaiz
Joaquín Matías Ardaiz de los Santos (Salto, 11 gennaio 1999) è un calciatore uruguaiano, attaccante dell'Argentinos Juniors.

## Biografia
Anche suo fratello maggiore (di 7 anni più vecchio) Matías de los Santos è un calciatore professionista; i due hanno anche giocato insieme in prima squadra nel Danubio.

## Caratteristiche tecniche
Attaccante fisico e freddo sotto porta, fa della potenza e del tiro la sua arma migliore. Grintoso e forte di testa, è di piede mancino e ha problemi con l'utilizzo del destro. È considerato un ottimo prospetto, tra i più promettenti attaccanti uruguaiani. Viene soprannominato El Pajaro.

## Carriera
Ha iniziato a giocare nelle giovanili del Danubio all'età di 13 anni.
Ha esordito nella massima serie del campionato uruguaiano con il Danubio, giocando 11 partite e segnando un gol nella stagione 2015-2016.
Nel 2017 si trasferisce all'Anversa, con cui disputa (tra campionato, coppe e play-off) 23 partite realizzando 5 gol.
Nel 2018 passa al Chiasso,e da lì viene girato in prestito al Frosinone, club della Serie A italiana, dove gioca solo una partita, nella sconfitta esterna contro la Lazio (1-0), giocando i minuti finali. Nella sessione di calciomercato invernale, a seguito della rescissione del prestito al Frosinone, il Chiasso lo gira in prestito al Vancouver Whitecaps. A fine stagione non viene confermato dal club canadese.
Il 19 agosto 2020 si trasferisce al Lugano.
Il 28 luglio 2021 rescinde il proprio contratto con i ticinesi per poi accasarsi allo Sciaffusa.

### Nazionale
Tra il marzo ed il giugno del 2016 ha giocato 5 partite amichevoli con la Nazionale Under-20 dell'Uruguay, nelle quali ha anche segnato una rete (il 2 giugno 2016 nella partita pareggiata per 2-2 contro i pari età del Cile).

## Statistiche

### Presenze e reti nei club
Statistiche aggiornate al 3 marzo 2019.
| Stagione        | Squadra             | Campionato      | Campionato | Campionato | Coppe nazionali | Coppe nazionali | Coppe nazionali | Coppe continentali | Coppe continentali | Coppe continentali | Altre coppe | Altre coppe | Altre coppe | Totale | Totale |
| Stagione        | Squadra             | Comp            | Pres       | Reti       | Comp            | Pres            | Reti            | Comp               | Pres               | Reti               | Comp        | Pres        | Reti        | Pres   | Reti   |
| --------------- | ------------------- | --------------- | ---------- | ---------- | --------------- | --------------- | --------------- | ------------------ | ------------------ | ------------------ | ----------- | ----------- | ----------- | ------ | ------ |
| 2015-2016       | Danubio             | PD              | 11         | 1          | -               | -               | -               | -                  | -                  | -                  | -           | -           | -           | 11     | 1      |
| 2016            | Danubio             | PD              | 10         | 3          | -               | -               | -               | -                  | -                  | -                  | -           | -           | -           | -      | -      |
| 2017            | Danubio             | PD              | 8          | 0          | -               | -               | -               | CS                 | 1                  | 0                  | -           | -           | -           | 9      | 0      |
| Totale Danubio  | Totale Danubio      | Totale Danubio  | 29         | 4          |                 | -               | -               |                    | 1                  | 0                  |             | -           | -           | 30     | 4      |
| 2017-2018       | Anversa             | D1              | 13+8       | 3+2        | CB              | 2               | 0               | -                  | -                  | -                  | -           | -           | -           | 23     | 5      |
| ago.-dic. 2018  | Frosinone           | A               | 1          | 0          | CI              | 0               | 0               | -                  | -                  | -                  | -           | -           | -           | 1      | 0      |
| 2019            | Vancouver Whitecaps | MLS             | 1          | 0          | CC              | 0               | 0               | -                  | -                  | -                  | -           | -           | -           | 1      | 0      |
| Totale carriera | Totale carriera     | Totale carriera | 46+8       | 7+2        |                 | 2               | 0               |                    | 1                  | 0                  |             | -           | -           | 57     | 9      |

## Palmarès

### Individuale
- Capocannoniere della Challenge League: 1

2021-2022 (20 reti)